# Prezidentský domek
Tzv. Prezidentský domek (též Vila Dr. Eduarda Beneše) je budova v jihozápadní části Královské zahrady Pražského hradu.
Na tomto místě původně stála barokní oranžérie. Z té se v podobě altánu dochovala střední, zděná část, která byla pojata v letech 1937–38 do novostavby vily pro tehdejšího prezidenta československé republiky Edvarda Beneše. Novostavbu vily s využitím fragmentu starší, barokní stavby projektoval Pavel Janák. Jde o pozoruhodnou ukázku jeho osobního pojetí památkových rekonstrukcí. Prezidenti státu v této vile bydleli až do poloviny devadesátých let 20. století, ačkoli Václav Havel ji už příliš nevyužíval.
Přítomnost prezidentského sídla v Královské zahradě byla v době reálného socialismu důvodem postupného uzavírání širokého okolí vily. Na konci osmdesátých let proto byla veřejnosti přístupna pouze malá část zahrady se Zpívající fontánou před Letohrádkem královny Anny. Z téhož důvodu byla i zaslepena veškerá okna hradu směřující do Královské zahrady a uzavřen vstup na věž katedrály.
V 90. letech 20. století bylo okolí postupně zpřístupněno veřejnosti. Prezident Václav Klaus si nechal v roce 2005 upravit k obývání Lumbeho vilu v severozápadní části areálu Hradu.